# Ивая, Такэси
Такэси Ивая (яп. 岩屋 毅; род. 24 августа 1957, Беппу, Оита) — японский государственный деятель, министр иностранных дел (с 2024).

## Биография
Родился 24 августа 1957 года в городе Беппу, префектура Оита, в семье Кея Иваи, члена ассамблеи Оиты. Окончил Школу политологии и экономики Университета Васэда.
В 1987 году был избран в ассамблею префектуры Оита, проработав там один срок. В 1990 году впервые был избран в Палату представителей от 3-го округа Оиты как независимый кандидат. В 1993 году, после потери своего места, безуспешно баллотировался в Палату представителей в 1996 году, но был переизбран лишь в 2000 году.
Ивая связан с «Ниппон Кайги». Он выступает за пересмотр Конституции, право на коллективную самооборону и возобновление работы атомных электростанций.
Со 2 октября 2018 по 11 сентября 2019 года Ивая был министром обороны в правительстве Синдзо Абэ. 1 октября, после избрания Сигэру Исибы премьер-министром, получил портфель министра иностранных дел.